# Salaminienne

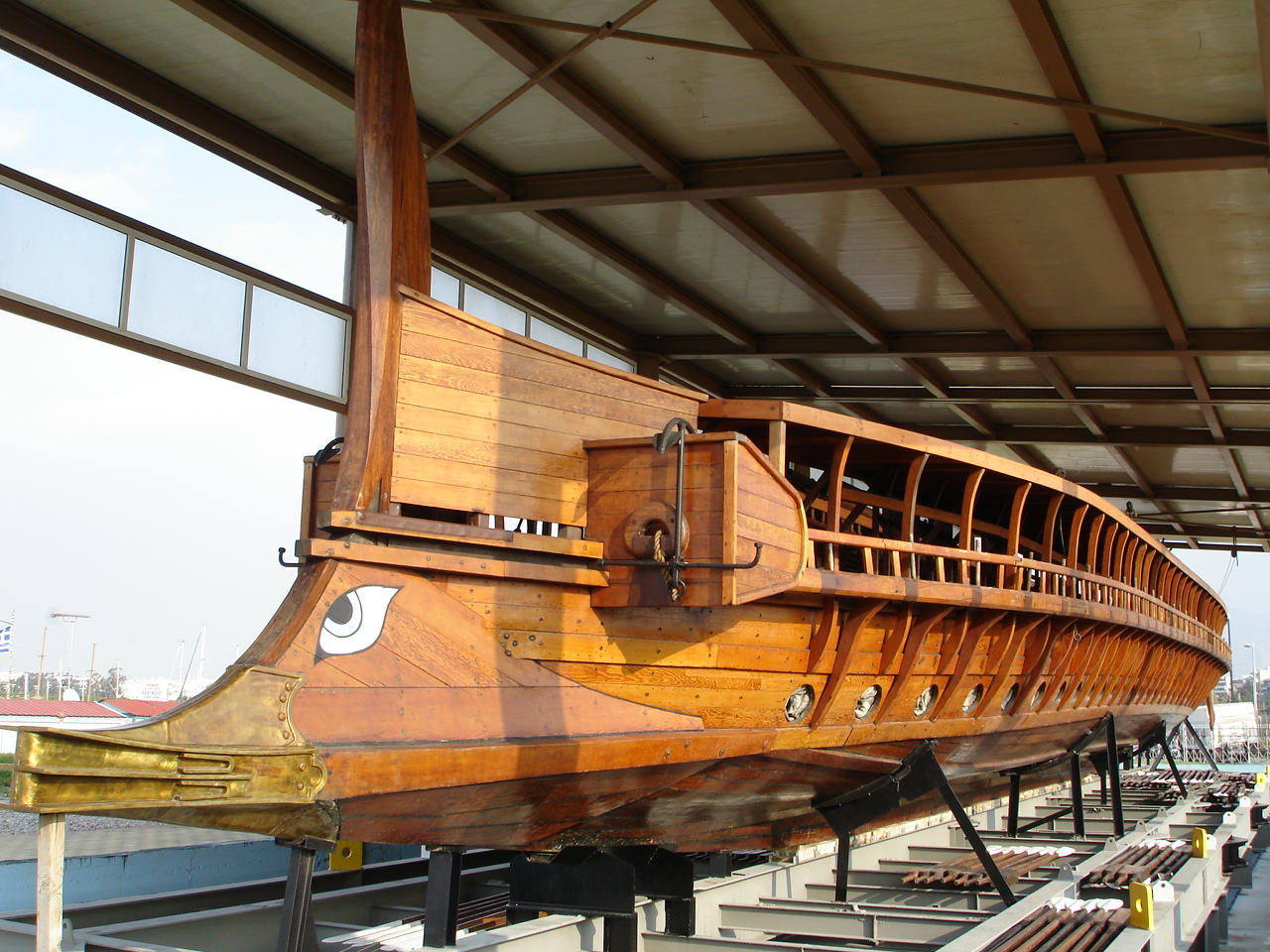
Reconstruction moderne d'une trière grecque, l'Olympias.

La Salaminienne (en grec ancien : Σαλαμινία) est un des deux vaisseaux sacrés des Athéniens (l'autre était la Paralienne (el)). 
La Salaminienne était chargée de transporter à leur destination les officiers de la république. Cette galère, sans cesse réparée, dura depuis Thésée jusqu'à Ptolémée Philadelphe. Elle tirait son nom, à ce qu'on croit, de la bataille de Salamine, où elle avait figuré. 

## Source
Cet article comprend des extraits du Dictionnaire Bouillet. Il est possible de supprimer cette indication, si le texte reflète le savoir actuel sur ce thème, si les sources sont citées, s'il satisfait aux exigences linguistiques actuelles et s'il ne contient pas de propos qui vont à l'encontre des règles de neutralité de Wikipédia.